# Heike Gfrereis

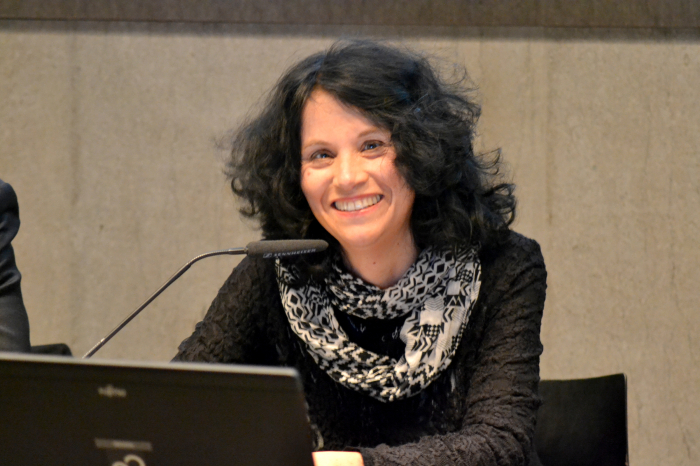
Heike Gfrereis (2015)

Heike Gfrereis (* 26. Februar 1968 in Stuttgart-Bad Cannstatt) ist eine deutsche Literaturwissenschaftlerin und Kuratorin.

## Leben
Heike Gfrereis studierte von 1988 bis 1992 Germanistik und Kunstgeschichte in Stuttgart, Tübingen und Marburg und wurde 1994 an der Universität Stuttgart bei Heinz Schlaffer promoviert (summa cum laude). Sie war von 1994 bis 1999 wissenschaftliche Mitarbeiterin am Institut für neuere deutsche Literatur der Universität Stuttgart, von 1999 bis 2001 Projektleiterin bei einem Stuttgarter Architekturbüro. Zwischen Oktober 2001 und Dezember 2021 leitete Gfrereis die Museumsabteilung im Deutschen Literaturarchiv Marbach, hat das Gründungskonzept für das Literaturmuseum der Moderne entworfen und war verantwortlich für die Ausstellungen und Bildungsprogramme dort und im Schiller-Nationalmuseum. Seit 2022 ist sie Referentin für "Literatur im öffentlichen Raum" am Deutschen Literaturarchiv. An der Universität Stuttgart hat sie seit 2013 eine Honorarprofessur inne.
Ihre Forschungsschwerpunkte sind Ausstellungstheorie- und praxis, Literaturvermittlung, material studies, ästhetische Erfahrung von Literatur sowie die Literatur vom 18. Jahrhundert bis in die Gegenwart. Sie ist »eine der renommiertesten Kuratorinnen von Literaturausstellungen«.
Gfrereis beschäftigt sich seit über zwei Jahrzehnten mit den sichtbaren, ausstellbaren und erfahrbaren Phänomenen der Literatur und verknüpft dabei wissenschaftliche Methoden mit künstlerischen und didaktischen Verfahren. Hans Ulrich Gumbrecht hat über sie geschrieben: »Sie ist eine international angesehene Wissenschaftlerin auf dem Feld der deutschen Literatur seit der Klassik und Romantik und hat den ästhetischen und intellektuellen Stil der Marbacher Museen zu einer erfolgreichen, international einzigartigen Form entwickelt, die Literaturwissenschaft einem großen Publikum erschließt.«
Ihre 2006 eröffnete Dauerausstellung im Literaturmuseum der Moderne hatte »ein stetig wachsendes Publikumsinteresse und große wissenschaftliche Resonanz« für die Gattung Literaturausstellung zur Folge. 2011 wurde die von ihr kuratierte Dauerausstellung im Schiller-Nationalmuseum beim European Museum Award für ihre »poetische und ästhetische Qualität und die mutige Konsequenz« ausgezeichnet, die »selbstbewusst und objektorientiert ein großes Publikum für die Literatur« zu begeistern vermag. 2019 erhielt sie für ihr »künstlerisch, ordnendes Denken als Kuratorin der Ausstellung fontane.200/Autor im Museum Neuruppin, die in ihrer räumlichen Gestaltung die geistige Nähe zur Architektur und zu Karl Friedrich Schinkel zeigt«, den Schinkel-Förderpreis der Karl-Friedrich-Schinkel-Gesellschaft.

## Ausstellungen (Auswahl)
- Die Seele 2 (seit 7. November 2021, Literaturmuseum der Moderne).
- punktpunktkommastrich. Zeichensysteme im Literaturarchiv (7. November 2021–24. Juli 2022, mit Vera Hildenbrandt, Literaturmuseum der Moderne).
- Hölderlin, Celan und die Sprachen der Poesie (23. Mai 2020–19. September 2021, Literaturmuseum der Moderne).
- Fontane200/Autor (30. März–30. Dezember 2019, Museum Neuruppin, Brandenburgische Gesellschaft für Kultur und Geschichte).[10]
- Ins Blaue! Natur in der Literatur (29. März–4. Oktober 2018, Literaturhaus München, ab 4. Juli 2019 im Buddenbrookhaus/Mann-Zentrum Lübeck, künstlerische Beratung: Judith Schalansky).
- Das bewegte Buch (7. November 2015–9. Oktober 2016, Literaturmuseum der Moderne, Beratung Claus Pias).
- Der Wert des Originals (3. November 2014 – 12. April 2015, mit Ulrich Raulff, Literaturmuseum der Moderne, Beratung Gottfried Boehm).
- Der ganze Prozess (7. November 2013–9. Februar 2014, Literaturmuseum der Moderne, mit Friederike Knüpling, Übernahme durch den Martin-Gropius-Bau im Sommer 2017).
- August 1914. Literatur und Krieg (16. Oktober 2013–30. März 2014, Literaturmuseum der Moderne).
- Zettelkästen. Maschinen der Phantasie (4. März–15. September 2013, Literaturmuseum der Moderne).
- Kassiber. Verbotenes Schreiben (27. September 2012–27. Januar 2013, Literaturmuseum der Moderne).
- Ich liebe Dich! (20. September 2011–29. Januar 2012, Literaturmuseum der Moderne, Beratung: Michael Lentz).
- Schicksal. Sieben mal sieben unhintergehbare Dinge (5. Mai–28. August 2011, Literaturmuseum der Moderne, Beratung: Peter Sloterdijk).
- Ernst Jünger. Arbeiter am Abgrund (7. November 2010–27. März 2011, Literaturmuseum der Moderne).
- Wie stellt man Literatur aus? Sieben Positionen zu Goethes Wilhelm Meister (8. August–1. November 2010, Teil »SatzBauKunst«, zs. mit Diethard Keppler, Goethe-Haus Frankfurt).
- Deutscher Geist. Ein amerikanischer Traum (7. Mai–3. Oktober 2010, Literaturmuseum der Moderne, zs. mit Ernst Osterkamp und David Wellbery).
- Randzeichen. Drei Annäherungen an den schöpferischen Prozess (28.1.–18. April 2010, Literaturmuseum der Moderne).
- Autopsie Schiller. Eine literarische Untersuchung (1. März–4. Oktober 2009, Literaturmuseum der Moderne).
- Wandernde Schatten. W.G. Sebalds Unterwelt (26. September 2008–1. Februar 2009, Literaturmuseum der Moderne).
- Kippfiguren. Robert Gernhardts Brunnen-Hefte (6. November 2007–24. Februar 2008, Literaturmuseum der Moderne, 4. April–1. Juni 2008 im Literaturhaus Frankfurt a. M., Beratung Almut Gehebe-Gernhardt, Kristina Maidt-Zinke, Thomas Steinfeld).
- Ordnung. Eine unendliche Geschichte (21.6.–21. Oktober 2007, Literaturmuseum der Moderne).
- In der Geisterfalle. Ein deutsches Pantheon (11. November 2006–18. März 2007, Schiller-Nationalmuseum).
- nexus, stilus, fluxus. Die Dauerausstellung im Literaturmuseum der Moderne (eröffnet am 6. Juni 2006).
- Hermann Hesse. Diesseits des Glasperlenspiels (23. Juni–27. Oktober 2002, Schiller-Nationalmuseum, 13. Februar–4. April 2004, Museum für Literatur am Oberrhein).

## Publikationen (Auswahl)
- Literatur im Raum. Frauen, Hg. mit Carolin Callies und Nancy Hünger, Marbach 2023.
- Literatur im Raum. Lesungen, Hg., Marbach 2022.
- Hölderlin, Celan und die Sprachen der Poesie, Verf., Marbach a.N. 2020.
- fontane200/Autor. Das Bilder-Wörter-Stimmen-Lesebuch, Hg. und Teilverf., Berlin 2019.
- Das bewegte Buch, mit Claus Pias u. a., Marbach a.N. 2015.
- Museum und Ausstellung. Begriffe der Theorie und Praxis, Hg. mit Thomas Thiemeyer und Bernhard Tschofen, Göttingen 2015.
- Die Seele, Hg. mit Ulrich Raulff, Marbach a.N. 2015.
- Der Wert des Originals, mit Ulrich Raulff, Marbach a.N. 2014.
- LSD. Der Briefwechsel von Albert Hofmann und Ernst Jünger 1947 bis 1997. Hg. mit Johannes Kempf, Friederike Knüpling, Dietmar Jaegle und Ellen Strittmatter, Marbach a.N. 2013.
- Zettelkästen. Maschinen der Phantasie, Hg. mit Ellen Strittmatter, Marbach a.N. 2013.
- Hermann Hesses erstes Fotoalbum. 1903–1916, Hg., Marbach a.N. 2012.
- Kassiber. Verbotenes Schreiben, Hg., Marbach a.N. 2012.
- Ich liebe Dich!, Teilverf., Marbach a.N. 2011.
- Schicksal. Sieben mal sieben unhintergehbare Dinge, Teilverf., Marbach a.N. 2011.
- Ernst Jünger. Arbeiter am Abgrund, Hg., Marbach a.N. 2010.
- Autopsie Schiller. Eine literarische Untersuchung, Marbach a.N. 2009.
- Wandernde Schatten. W.G. Sebalds Unterwelt, Hg. mit Ulrich von Bülow und Ellen Strittmatter, Marbach a.N. 2008.
- Vom Denken mit dem Zeigefinger, Hg. mit Marcel Lepper, Göttingen 2007.
- Hermann Hesse. Diesseits des Glasperlenspiels, Marbach a.N. 2002.
- Grundbegriffe der Literaturwissenschaft. Hrsg., Stuttgart 1999.
- Erzeugte Bedeutungen. Das literarische Werk um 1800, Würzburg 1996 (Dissertation 1994).